# Boban Marković
Boban Marković (serbisk: Бобан Марковић; 6. maj 1964 i Vladičin Han i SR Serbien) er en serbisk trompetist og flygelhornist, der sammen med sin søn Marko Marković leder brassbandet Boban i Marko Marković Orkestar. Marković anses for at være én af de førende i sin genre, som oftest blæsemusik fra Balkan, der betegnes som Balkan brass, og er ved hjælp af denne musikgenre også kommet til international berømmelse.
Markovićs roma-familie er en traditionsrig musikerfamilie fra Serbien. Boban Marković har vundet "Den Gyldne Trompet" et antal gange ved Guča Trompetfestivalen i Guča, en af de største folkemusikfestivaler i verden, hvor han siden sin femte sejr i 2001 kun optræder udenfor konkurrence.
Udenfor Serbien blev Boban Marković Orkestar hovedsagelig kendt gennem deres optræden i filmen Underground af Emir Kusturica. Med "Competition" og "Guča" spillede orkestret også hovedrollerne i to dokumentarfilm. I de senere år har Marković forstærket den internationale indflydelse i sin musik, og han har arbejdet med musikere som den østrigske gruppe Attwenger samt klezmerbandet Di Shikere Kapelye.
Siden 2002 har sønnen Marko efterhånden overtaget ledelsen af orkestret, hvorfor det i 2004 officielt blev omdøbt til Boban i Marko Marković Orkestar.

## Diskografi
- Boban Marković Orkestar: Hani Rumba (ITMM, 1997)
- Boban Marković Orkestar: Zlatna Truba (PGP-RTS, 1998)
- Boban Marković Orkestar: Srce Cigansko (X Produkcio, 2000)
- Boban Marković Orkestar: Millenium (X Produkcio, 2000)
- Boban Marković Orkestar: Bistra Reka (X Produkcio, 2001)
- Frank London's Klezmer Brass Allstars feat. Boban Markovic Orkestar & Hasaballa Brass Band: Brotherhood of Brass (Piranha, 2002)
- Boban Marković Orkestar: Live in Belgrade (Piranha, 2002)
- Boban Marković Orkestar: Boban i Marko (Piranha, 2003)
- Boban Marković Orkestar feat. Marko Marković: The Promise (Piranha, 2005)
- Boban i Marko Marković Orkestar: Go Marko Go! (Piranha, 2007)
- Boban i Marko Markovic Orkestar: Devla - Blown Away To Dancefloor Heaven (Piranha, 2009)
- Boban i Marko Marković Orkestar vs. Fanfare Ciocărlia: Balkan Brass Battle (Asphalt Tango, 2011)